# Arrondissement Melun
Das Arrondissement Melun ist eine Verwaltungseinheit im Département Seine-et-Marne in der französischen Region Île-de-France. Hauptort (Sitz der Präfektur) ist Melun.
Mit Wirkung auf den 1. Januar 2006 wechselte der Kanton Rozay-en-Brie anlässlich einer Verwaltungsgebietsreform vom Arrondissement Melun zum Arrondissement Provins.

## Kantone
Das Arrondissement untergliedert sich in 7 Kantone:
- Combs-la-Ville (mit 4 von 5 Gemeinden)
- Fontainebleau (mit 1 von 34 Gemeinden)
- Fontenay-Trésigny (mit 10 von 33 Gemeinden)
- Melun
- Nangis (mit 23 von 46 Gemeinden)
- Saint-Fargeau-Ponthierry
- Savigny-le-Temple

## Gemeinden
Die Gemeinden des Arrondissements Melun sind:
| 1. Andrezel (77004)            | 2. Argentières (77007)               | 3. Beauvoir (77029)             | 4. Blandy (77034)               |
| 5. Boissettes (77038)          | 6. Boissise-la-Bertrand (77039)      | 7. Boissise-le-Roi (77040)      | 8. Bombon (77044)               |
| 9. Cesson (77067)              | 10. Champdeuil (77081)               | 11. Champeaux (77082)           | 12. Le Châtelet-en-Brie (77100) |
| 13. Châtillon-la-Borde (77103) | 14. Chaumes-en-Brie (77107)          | 15. Combs-la-Ville (77122)      | 16. Coubert (77127)             |
| 17. Courquetaine (77136)       | 18. Crisenoy (77145)                 | 19. Dammarie-les-Lys (77152)    | 20. Échouboulains (77164)       |
| 21. Les Écrennes (77165)       | 22. Évry-Grégy-sur-Yerre (77175)     | 23. Féricy (77179)              | 24. Fontaine-le-Port (77188)    |
| 25. Fouju (77195)              | 26. Grisy-Suisnes (77217)            | 27. Guignes (77222)             | 28. Lieusaint (77251)           |
| 29. Limoges-Fourches (77252)   | 30. Lissy (77253)                    | 31. Livry-sur-Seine (77255)     | 32. Machault (77266)            |
| 33. Maincy (77269)             | 34. Le Mée-sur-Seine (77285)         | 35. Melun (77288)               | 36. Moisenay (77295)            |
| 37. Moissy-Cramayel (77296)    | 38. Montereau-sur-le-Jard (77306)    | 39. Nandy (77326)               | 40. Ozouer-le-Voulgis (77352)   |
| 41. Pamfou (77354)             | 42. Pringy (77378)                   | 43. Réau (77384)                | 44. La Rochette (77389)         |
| 45. Rubelles (77394)           | 46. Saint-Fargeau-Ponthierry (77407) | 47. Saint-Germain-Laxis (77410) | 48. Saint-Méry (77426)          |
| 49. Savigny-le-Temple (77445)  | 50. Seine-Port (77447)               | 51. Sivry-Courtry (77453)       | 52. Soignolles-en-Brie (77455)  |
| 53. Solers (77457)             | 54. Valence-en-Brie (77480)          | 55. Vaux-le-Pénil (77487)       | 56. Vert-Saint-Denis (77495)    |
| 57. Villiers-en-Bière (77518)  | 58. Voisenon (77528)                 | 59. Yèbles (77534)              |                                 |

## Neuordnung der Arrondissements 2017

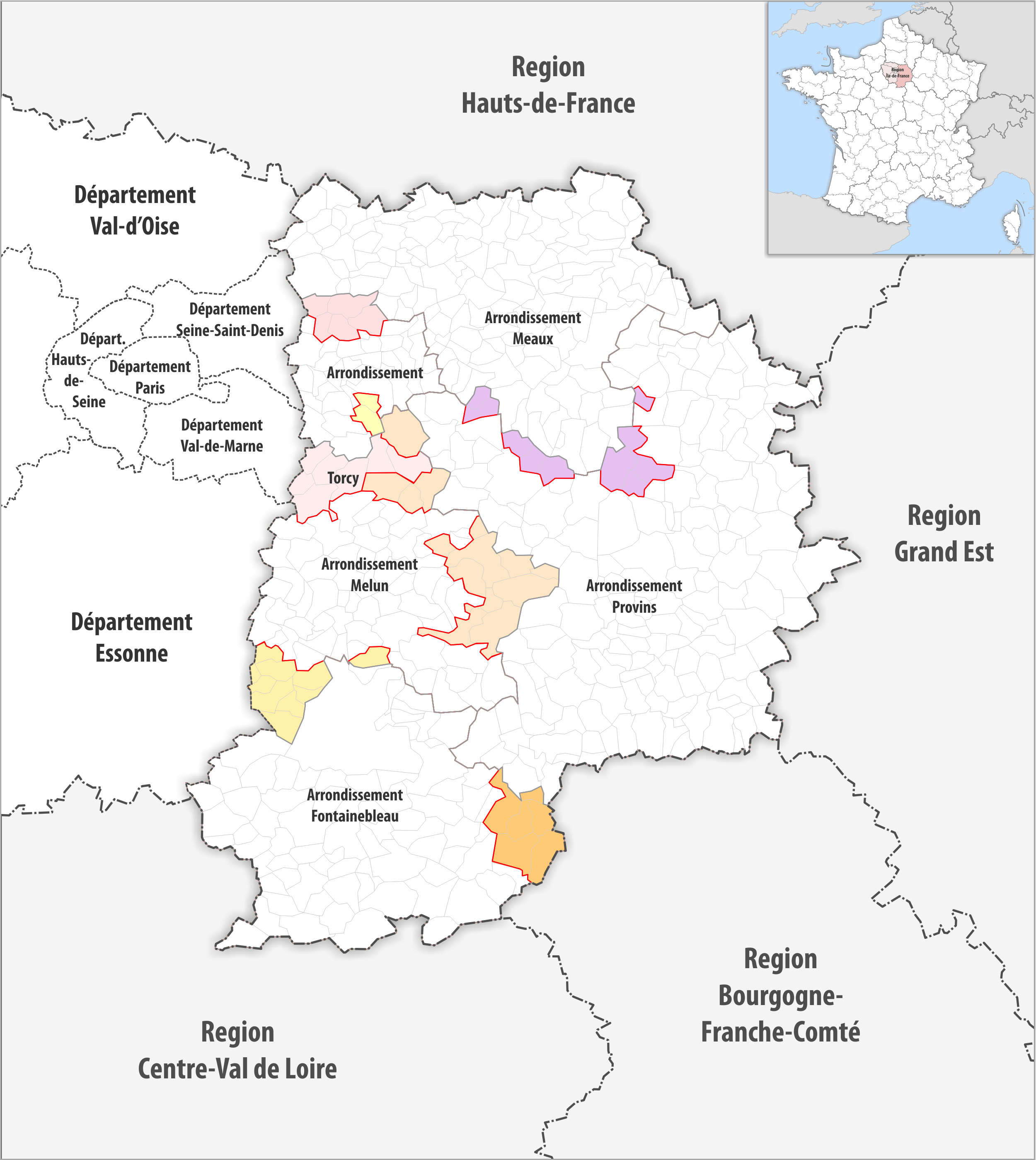
Arrondissementsanpassungen im Jahr 2017

Durch die Neuordnung der Arrondissements im Jahr 2017 wurde aus dem Arrondissement Melun die Fläche der zehn Gemeinden Arbonne-la-Forêt, Barbizon, Cély, Chailly-en-Bière, Chartrettes, Fleury-en-Bière, Perthes, Saint-Germain-sur-École, Saint-Martin-en-Bière und Saint-Sauveur-sur-École dem Arrondissement Fontainebleau, die Fläche der sieben Gemeinden Brie-Comte-Robert, Chevry-Cossigny, Férolles-Attilly, Gretz-Armainvilliers, Lésigny, Servon und Tournan-en-Brie dem Arrondissement Torcy und die Fläche der 15 Gemeinden Aubepierre-Ozouer-le-Repos, Bréau, La Chapelle-Gauthier, Châtres, Clos-Fontaine, Courtomer, Favières, Fontenailles, Grandpuits-Bailly-Carrois, Liverdy-en-Brie, Mormant, Presles-en-Brie, Quiers, Saint-Ouen-en-Brie und Verneuil-l’Étang dem Arrondissement Provins zugewiesen.